# 断山崖
断山，又称断山崖，中华人民共和国四川省广安市前锋区龙滩镇水源村（原保洞村一、二组）境内一个待开发的旅游渡假风景区。

## 历史
断山附近有马挞孔、青蛙洞及龙滩子等旅游价值很高的景点。传说二郎神骑马跨过华蓥山，岂知马后脚被一山脉所拌，二郎神大怒挥刀将山斩断，其马前脚也因用力将地踩出一大深坑。断山因而得名，而附近的深坑也得名马挞孔。这美丽的传说，也为断山风景区披上一层神奇色彩。

## 地理
断山地处川东华蓥山中段西侧，属喀斯特地貌。本景区位于广安市前锋区东北部的龙滩镇水源村（原保洞村）境内，其山脉如用刀切断一般。山崖中间有一大型溶洞，洞中住着无数的蝙蝠，涧底冬暖夏凉，牛角洞就在水潭边上。断山崖距龙滩镇所在地约10公里，距广安市区约55公里，距观阁镇约15公里，距广安火车站（前锋）约23公里，距观阁火车站约10公里。

## 交通
- 南边汽车路线：重庆方向，经渝达高速至邻水转广邻高速至华蓥出口，沿溪（口）广（兴）能源干道，经前锋镇、桂兴、天才、大店，到达本景区。
- 北边汽车路线：达州方向，由渠县、琅琊、望溪，到达溪（口）广（兴）能源干道，由原光辉乡下放驻地的盘山公路上山，经内槽、黄连，到达本景区。
- 西边汽车线路：广安方向，由广（安）前（锋）公路，至前锋镇。
- 火车线路：襄渝铁路，乘火车到广安（前锋镇）火车站或观阁火车站下车。
- 最佳线路：由溪（口）广（兴）能源干道至龙滩镇驻地下车，沿龙滩河步行而上经龙滩子至于本景区。

## 食宿
景区内暂无酒店宾馆，也无食店，可自带食品帐蓬，也可于农家食宿。

## 注意事项
景区内，四季日夜温差较大，注意御暑防寒。区内山高路险，乘车或步行，注意防滑。区内植被虫兽众多，注意勿接触不明物种及小动物，以防受伤，更不可乱食用不知名的植物果实或菌类，以防意外中毒。

## 主要景点
- 断山：山崖陡峭如刀削，山谷底溪水清可见底，花草树木虫鱼鸟兽尽趋原始，底崖上古树满布，岩洞众多，犹如世外桃园
- 蝙蝠洞：因洞内居住无数蝙蝠，而得名。洞中大小洞相套相连，石钟乳石笋密布，古人为躲战争在此而居，洞内灶井石桌尚存。
- 和尚洞：因一群和尚，将其作为寺庙而得名，洞内佛像悉数被毁，今尚能看到碗盆器皿碎片。
- 牛角洞：因曲如牛角而得名，此洞长约数里，能从谷底走到山顶。
- 青蛙洞：因口如青蛙张开的嘴而得名，其洞能通向数公里外的另一出口，可长发累月石钟乳凝结，今尚没找到入口。此洞门尚存城墙，相传是为躲避白莲教而设。
- 马挞孔：断山附近，圆形溶洞，其洞底与500米外的一出水口相通，其洞高数米，石钟乳满布。如在此洞旁敲锣打鼓，翌日还有回声传出。此洞也通往断山谷底。
- 王兆南纪念碑：中国共产党地下党员王兆南生前活动、牺牲的地点。
- 月田庵：王兆南纪念碑附近一间大型庙庵。
- 九道拐：因山势陡峭，山路崎岖，蜿蜒出九道大拐九道小拐而得名。

## 附近景点
- 麻柳凼：断山山脉内一盆地，距断山约1公里。盆地底部平原为农田，水源头河流经盆地北边，盆地周围村落交错，春秋为盆地最佳游玩时节。
- 铜门凼：喀斯特地貌形成的天坑，距断山约1公里，坑深数十米，坑周围全是陡峭的石壁。
- 小铜门凼：紧挨铜门凼，坑底怪石林立。
- 天宝寨：依铜门凼、白岩凼及小铜门凼的绝壁而建，今寨内建筑全部被毁，只剩寨墙。
- 白岩凼：紧依麻柳凼及铜门凼，水源头河流从麻柳凼的高约10米的崖上以瀑布形式落进坑底，河流尽头于此，整个河流仅长约2公里。
- 大凼：三面环山，绿树成林，坑底为农田，季节河从山上奔流而下，消失于坑边溶洞。
- 干河沟：断山谷底的河流，夏季可乘竹筏漂流。
- 龙滩子：距断山约1.5公里，区内有偏头山、山庙，龙滩河从区内穿过，两面高山。
- 五耳洞：距断山约1公时，小型溶洞。
- 水源头：距断山约2公里，是水流头河的发源地。
- 松海：断山西边，延绵数十公里的松林。